# La Fortune de Gaspard
La Fortune de Gaspard (deutsch: Gaspards Glück/Vermögen) ist ein Roman der französischen Schriftstellerin Sophie de Ségur. Er entstand 1866 und wurde bei Hachette veröffentlicht. Es ist das erste literarische Werk der Autorin, das sich mit der industriellen Revolution in Frankreich beschäftigt. Im Vordergrund steht der enorme soziale Aufstieg des Gaspard Thomas. Das Werk ist „einer der mysteriösesten Romane des 19. Jahrhunderts“.

## Handlung

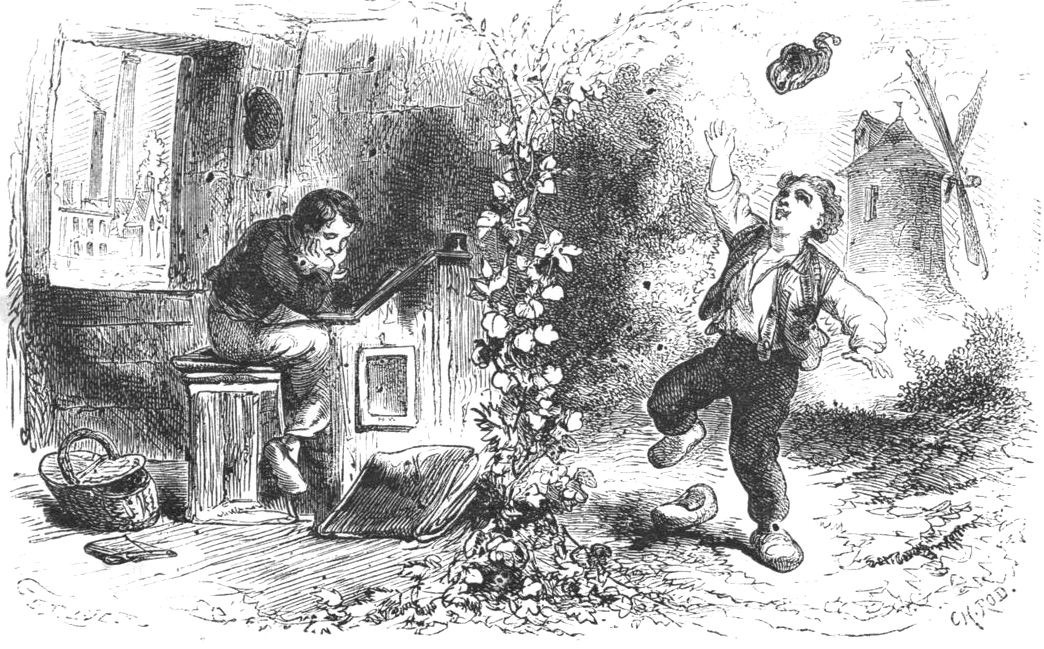
Gaspard und Lucas

Gaspard und Lucas sind zwei Brüder, die unterschiedlicher kaum sein können. Während Gaspard seine Zeit am liebsten in der Schule und mit seinen Büchern verbringt, ist Lucas mit Vorliebe mit der Feldarbeit auf dem elterlichen Bauernhof beschäftigt und findet den Schulunterricht äußerst langweilig. Sein Resümee des Schulbesuchs: „Man ist drei Stunden in einem Raum eingeschlossen, lernt Dinge, die man nicht weiß, wird ausgeschimpft und vom Lehrer geschlagen.“ Gaspard gefällt hingegen die Arbeit auf dem Hof überhaupt nicht, er möchte später lieber ein Gelehrter sein und Maschinen konstruieren. Sein großes Vorbild ist der Industrielle Monsieur Féréor, dem im Ort eine große Fabrik gehört. Auf die Frage seines Vaters, ob er im Ernst glaube, auch einmal so viele Millionen zu verdienen wie Féréor, antwortet Gaspard ganz selbstbewusst: „Warum nicht? Da er sie verdient hat, kann ich es auch.“ Als der Vater Gaspard einmal den Schulbesuch verbietet, weil er ihn für die Feldarbeit benötigt, widersetzt sich der Sohn den Anweisungen und besucht trotzdem den Unterricht. Dafür wird er vom Vater schwer misshandelt. Nachdem der Vater eingesehen hat, dass er mit seiner Züchtigung zu weit gegangen ist, erlaubt er nunmehr seinem Sohn den Schulbesuch. Als Gaspard dem Schulmeister von dem Vorfall berichtet, nennt dieser ihn einen „Märtyrer der Wissenschaft“. Gaspard ist Klassenbester und gewinnt Jahr für Jahr die höchsten Auszeichnungen der Schule. 

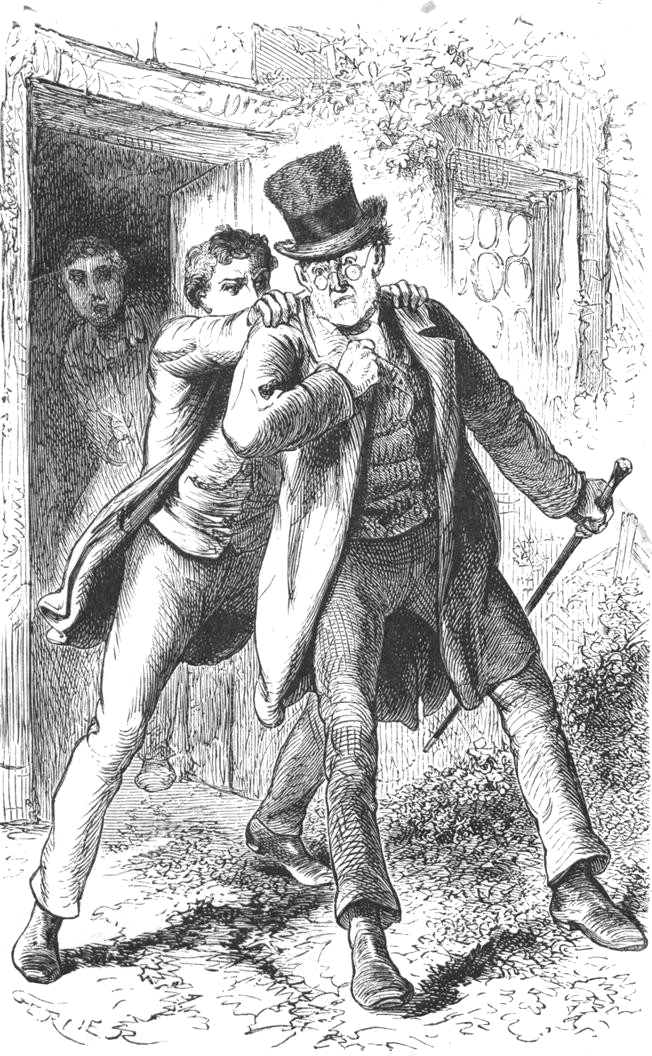
Gaspard und Herr Fröhlichein – Illustration von J. Gerlier

Als Gaspard vierzehn Jahre alt ist und wieder einmal die besten Schulpreise gewinnt, wird er auf dem Schulfest von einem deutschen Fabrikbesitzer, Herrn Fröhlichein, angesprochen, der in der Nachbarstadt wohnt. Er solle zu ihm kommen, eine Mechanikerlehre beginnen und Werksmeister werden. Gaspards Vater lehnt sofort ab, da Fabrikarbeiter einen schlechten Ruf hätten, denn sie tränken und gingen nicht in die Kirche. Gaspard besucht weiter die Schule und sammelt ein Jahr später erneut die höchsten Schulpreise ein. Neben Herrn Fröhlichein erscheint auch ein Angestellter von Monsieur Féréor und versucht, Gaspard für dessen Fabrik zu gewinnen. Beide überbieten sich mit Gehaltsangeboten. Am Ende besucht Monsieur Féréor den Vater persönlich auf seinem Hof, macht dem Sohn ein sehr gutes Angebot und nimmt ihn mit. 
Gaspard erarbeitet sich das Vertrauen des Fabrikbesitzers, gewinnt immer mehr dessen Zuneigung und steigt durch seinen unermüdlichen Fleiß in der Karriere immer weiter auf. Ein neuer Mitarbeiter hat eine Idee, wie die Produktion verbessert werden kann, und vertraut sie Gaspard an. Dieser verbessert sie und trägt die neue Erfindung Monsieur Féréor vor. Der ist davon so begeistert, dass er vorschlägt, Gaspard aus Dankbarkeit zu adoptieren. Da Féréor weder Ehefrau noch Kinder hat, würde Gaspard der einzige Erbe seines Vermögens. Er lässt eine neue Fabrik bauen, in der mit dem neuen Verfahren produziert wird. 
Plötzlich taucht Herr Fröhlichein erneut auf. Er bietet Gaspard seine Tochter Mina zur Heirat an mit der Begründung, er wolle keinen Konkurrenzkampf beider Fabriken. Als Gaspard dankend ablehnt, droht Herr Fröhlichein, die Fabrik des Monsieur Féréor zu ruinieren. Gaspard und sein zukünftiger Adoptivvater finden heraus, dass ein Mitarbeiter die Erfindung an den Konkurrenten verraten hat. Nach der feierlichen Adoption erklärt sich Gaspard aufopferungsvoll bereit, Mina, die er zuvor noch nie gesehen hat, zu heiraten, um die Fabrik zu retten. Féréor rät ihm davon ab, aber Gaspard erwidert: „Wenn sie hässlich ist, werden wir sie nicht ansehen, wenn sie dumm ist, werden wir nicht mit ihr sprechen, wenn sie boshaft und unwirsch ist, werden wir sie beiseite tun und uns nicht um sie kümmern.“ Als Belohnung erhält er von Féréor fünf Millionen Francs. Die Geschichte hat ein unerwartetes Ende.

## Verfilmung
Der Roman La Fortune de Gaspard wurde von Regisseur Gérard Blain verfilmt und am 3. Mai 1993 im französischen Fernsehen gezeigt.

## Weblink
- Lesen auf Wikisource (französisch)